# Hyundai Scoupe
Hyundai Scoupe – samochód sportowy klasy kompaktowej produkowany pod południowokoreańską marką Hyundai w latach 1988 – 1995.

## Historia i opis modelu

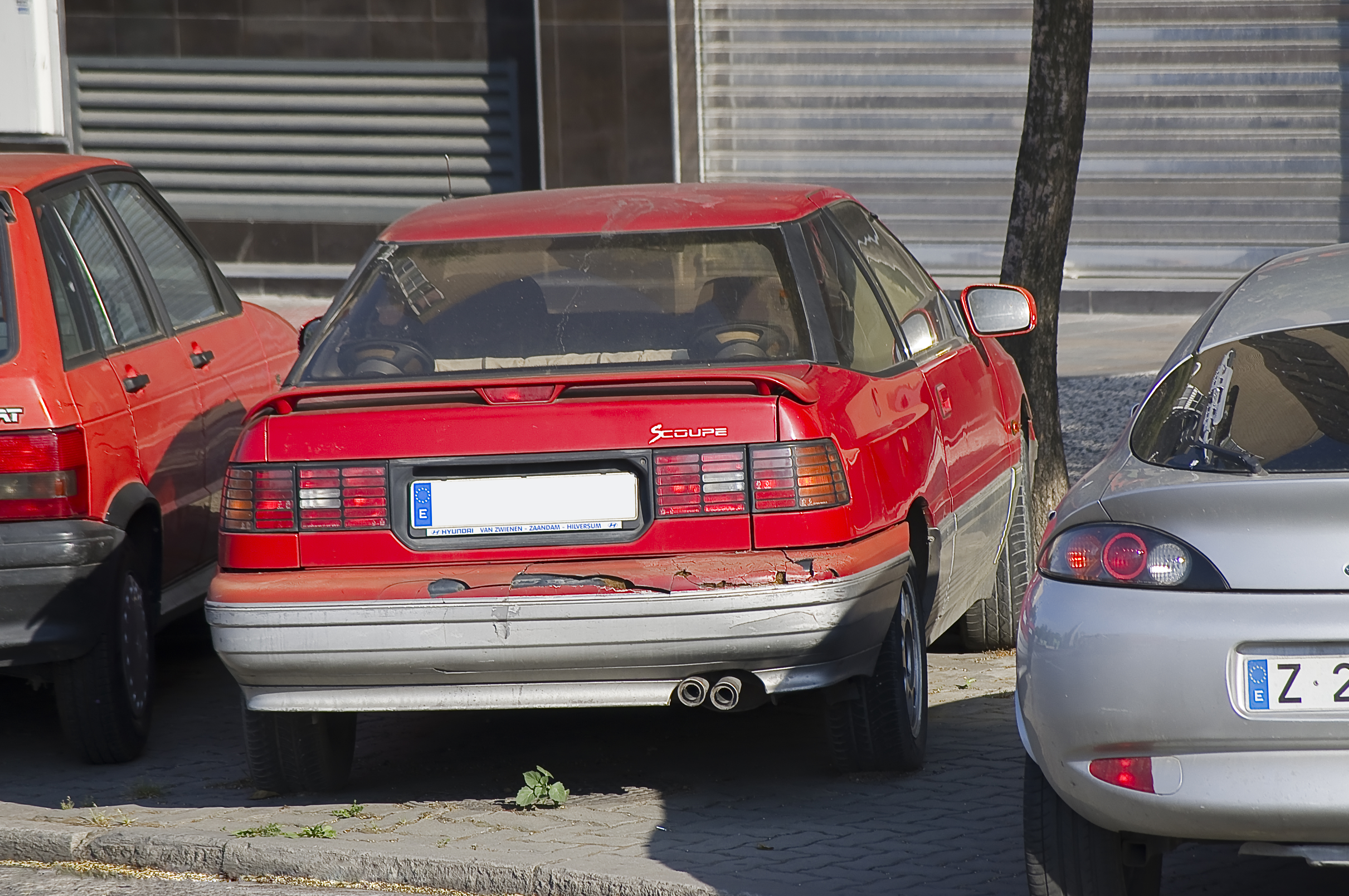
Hyundai Scoupe - tył

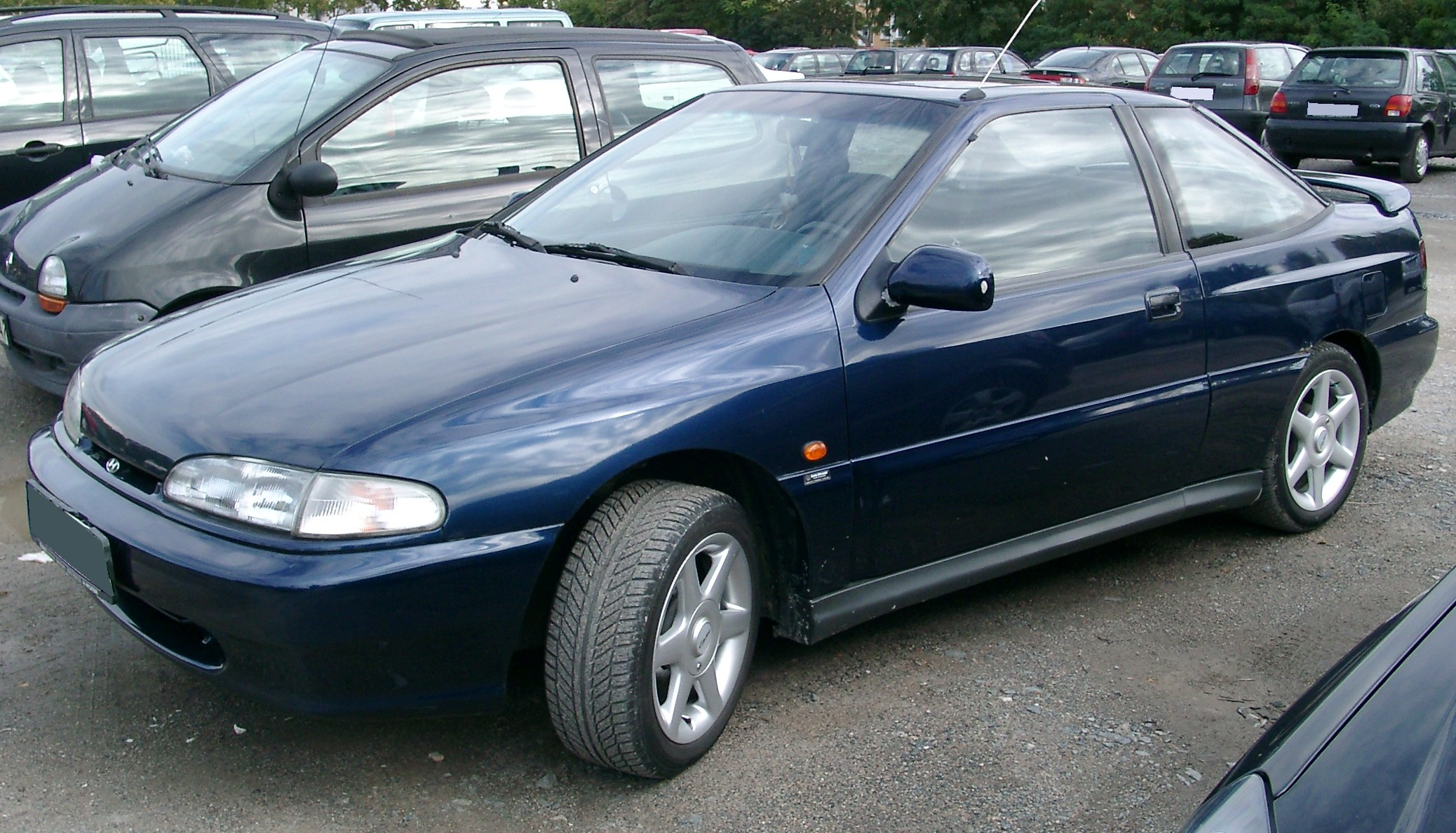
Hyundai Scoupe po liftingu

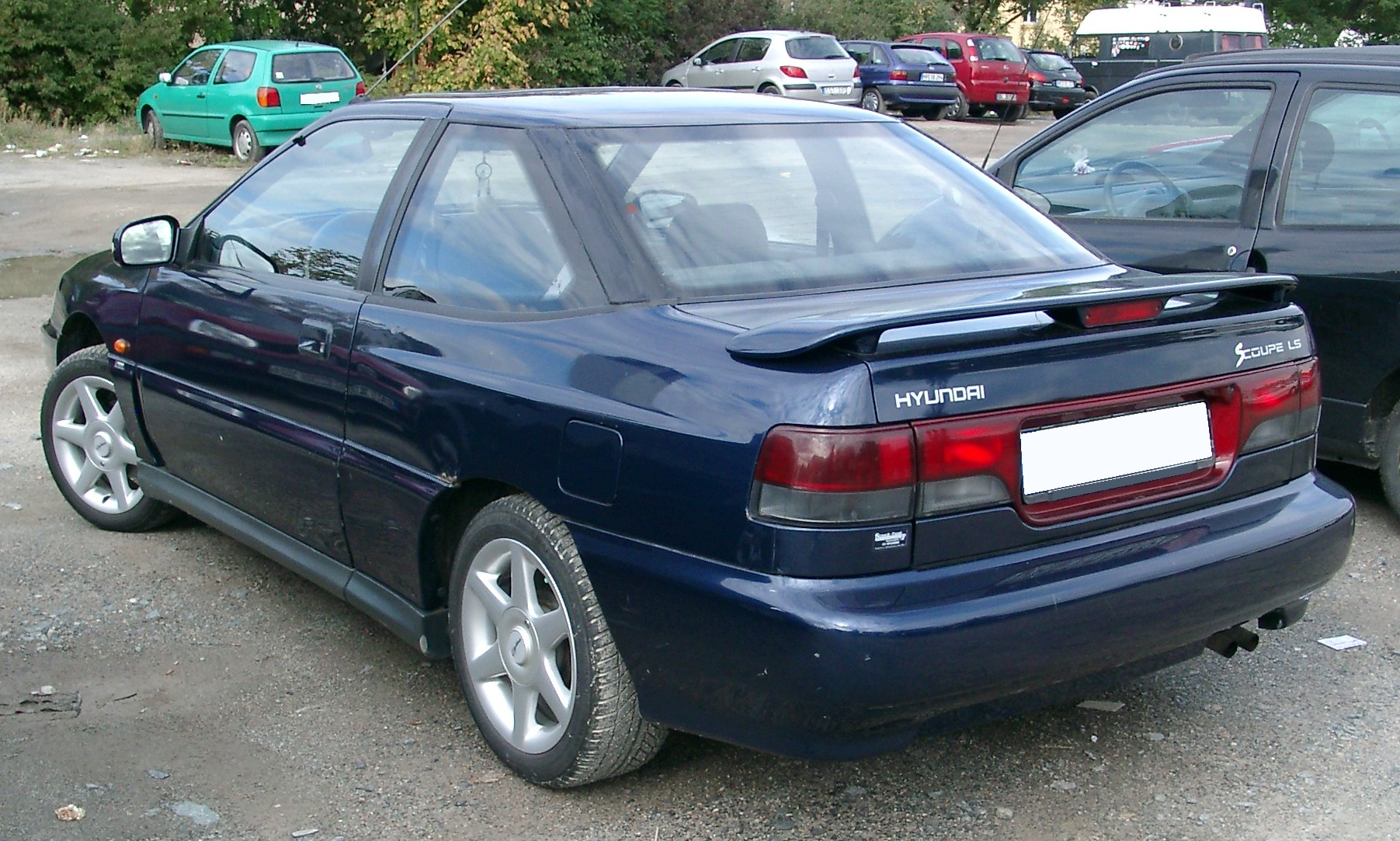
Hyundai Scoupe - tył po liftingu

Model Scoupe pojawił się w ofercie Hyundaia jako 2-drzwiowe coupé, które powstało w oparciu o model Excel. Nazwa pojazdu powstała jako połączenie dwóch słów - "sport" i "coupé". 
Hyundai Scoupe wyróżniał się trójbryłową sylwetką z dużą powierzchnią szyb, która pokrywała również słupek C, a także kanciastymi lampami tylnymi czy wąskim wlotem powietrza w przedniej części nadwozia.
Samochód był początkowo napędzany przez 84-konny, półtoralitrowy silnik Mitsubishi z napędem na przednie koła oraz manualną 5-biegową lub automatyczną 4-biegową skrzynią, oferując 4-miejscowe nadwozie.

### Lifting
W 1993 roku Hyundai Scoupé przeszedł obszerną restylizację nadwozia. Obejmowała ona nowe logo producenta, nowe reflektory przednie, bardziej aerodynamicznie ukształtowane nadwozie, nowe światła tylne i tylny zderzak.
Modele Base i LS otrzymały nowy i poprawiony półtoralitrowy 12-zaworowy silnik Hyundaia nazwany "Alfa". Od roku 1993 montowano również turbinę która zwiększała moc do 115 koni mechanicznych.

### Sprzedaż
Hyundai Scoupe poza rodzimym rynkiem Koreą Południową był także eksportowany na liczne rynki globalne. Dostępny był on także w sprzedaży na obszarze Japonii, Ameryki Południowej, Stanów Zjednoczonych, Kanady, Australii i Nowej Zelandii.
Ponadto, samochód w pierwszej połowie lat 90. dostępny był także w sprzedaży wybranych regionach Europy, m.in. Skandynawii, Hiszpanii, Francji, Wielkiej Brytanii czy Niemczech.
W 1995 roku Hyundai przedstawił zbudowanego od podstaw następcę znanego pod nazwami Tiburon i Coupé.

### Wersje wyposażeniowe
- Base
- LS
- Turbo

### Dane techniczne
| Wersja    | Silnik:                          | Układ zasilania: | Śr. × skok tłoka:   | St. sprężania: | Moc maks:                         | Maks. moment obrotowy     | 0-100 km/h: | V-max:   |
| --------- | -------------------------------- | ---------------- | ------------------- | -------------- | --------------------------------- | ------------------------- | ----------- | -------- |
| R4 1.5    | R4 1,5 l (1468 cm³), SOHC        | wtrysk           | 75,50 mm × 82,00 mm | 9,4:1          | 83 KM (61 kW) przy 5500 obr./min  | 119 Nm przy 4000 obr./min | 12,5 s      | 172 km/h |
| R4 1.5 LS | R4 1,5 l (1495 cm³), SOHC        | wtrysk           | 75,50 mm × 83,50 mm | 10,0:1         | 90 KM (66 kW) przy 5600 obr./min  | 132 Nm przy 4000 obr./min | 9,8 s       | 190 km/h |
| R4 1.5 GT | R4 1,5 l (1495 cm³), SOHC, turbo | wtrysk           | 75,50 mm × 83,50 mm | 7,5:1          | 118 KM (87 kW) przy 5500 obr./min | 167 Nm przy 4500 obr./min | 7,4 s       | 205 km/h |